# وسام فيصل الأول
وسام فيصل الأول هو نوط صدر بموجب قانون وسام الملك فيصل الأول المرقم 22 في 11 مايو، 1949. بموافقة مجلسي الأعيان والنواب. وهو على ثلاث درجات، وتكون كل درجة أعلى من الدرجة التي تقابلها من وسام الرافدين. ويمنح للذين يقومون بخدمات جليلة إلى البلاد، أو تسلم مناصب عالية في الدولة، ولا يشترط هذه الشروط في منحه للأجانب. يُمنح بناءً على اقتراح الوزير المختص، وقرار من مجلس الوزراء، وصدور إرادة ملكية. يُحمل في المناسبات التي تعينها رئاسة التشريفات الملكية أو مديرية التشريفات في وزارة الخارجية. وقد صنعته شركة Garrad&Co.Ltd في لندن. وقد صنعت بعض القطع في شركة هجنن Huguenin Frerrs of Le Locle في سويسرا.

## شكله
حددت المادة الأولى من نظام وسام فيصل الأول رقم 9 لسنة 1950 شكله:

## حمله
حددت المادة الثانية من نظام وسام فيصل الأول رقم 9 لسنة 1950 طريقة حمله:
ا - يعلق الوسام من الدرجة الاولى بوشاح عريض من الحريري بشكل الشريط ينعقد مؤخره على شكل وردة يعلق بها الوسام ويمر الوشاح المذكور بالكتف الايمن متوجها نحو الجنب الايسر على ان يكون الوسام في القسم الاعلى من الفخذ الايسر ولهذه الدرجة رصيعة فضية تتالف من اربعة عشر ضلعا سبعة منها على شكل اشعة والسبعة الاخرى يتالف كل واحد منها من خمسة اضلاع مسننة ناتئة متدرجة من الوسط الى الطرفين وتكون هذه الاضلاع مفصلة مع النوع الاول من الاضلاع . وعلى وجه الرصيعة الظاهري ما على الوجه الظاهري من الوسام وتستقر هذه الرصيعة على اسفل الصدر من الجهة اليسرى .
ب - يعلق الوسام من الدرجة الثانية حول الرقبة بالشريط ويتصل به برباطة ذهبية وتكون له رصيعة كرصيعة الدرجة الاولى تستقر على اسفل الصدر من الجهة اليمنى .

## إلغاؤه
ألغي بموجب الغاء القوانين التي تتعارض مع الدستور المؤقت واهداف الثورة الصادر عام 1959.